# Tefnakht
Shepsesre Tefnakht I là pharaon sáng lập Vương triều thứ 24 ngắn ngủi trong lịch sử Ai Cập cổ đại. Ông được cho là đã trị vì vào khoảng năm 732 đến 725 TCN, cùng thời với những năm cuối cùng của vua Shoshenq V (Vương triều thứ 22).
Tefnakht I vắng mặt trong biên niên sử Manetho, có lẽ vì ông là một kẻ cướp ngôi.

## Thân thế
Một bức tượng do Tefnakht I dâng tặng cho thần Amun-Re đã tiết lộ nguồn gốc tổ tiên của nhà vua. Những dòng văn tự trên tượng cho biết, Tefnakht là con trai của Gemnefsutkapu và cháu nội của tư tế tên Basa ở Sais. Do đó, Tefnakht không phải là hậu duệ của các Đại thủ lĩnh Meshwesh và Libu, mà xuất thân từ một gia đình tư tế. Con của Tefnakht là Bakenranef trở thành người kế vị sau đó.
Tefnakht có thể đã lật đổ Osorkon C, "Đại thủ lĩnh Meshwesh" và thống đốc của Sais, trở thành người cai trị Sais tiếp theo.

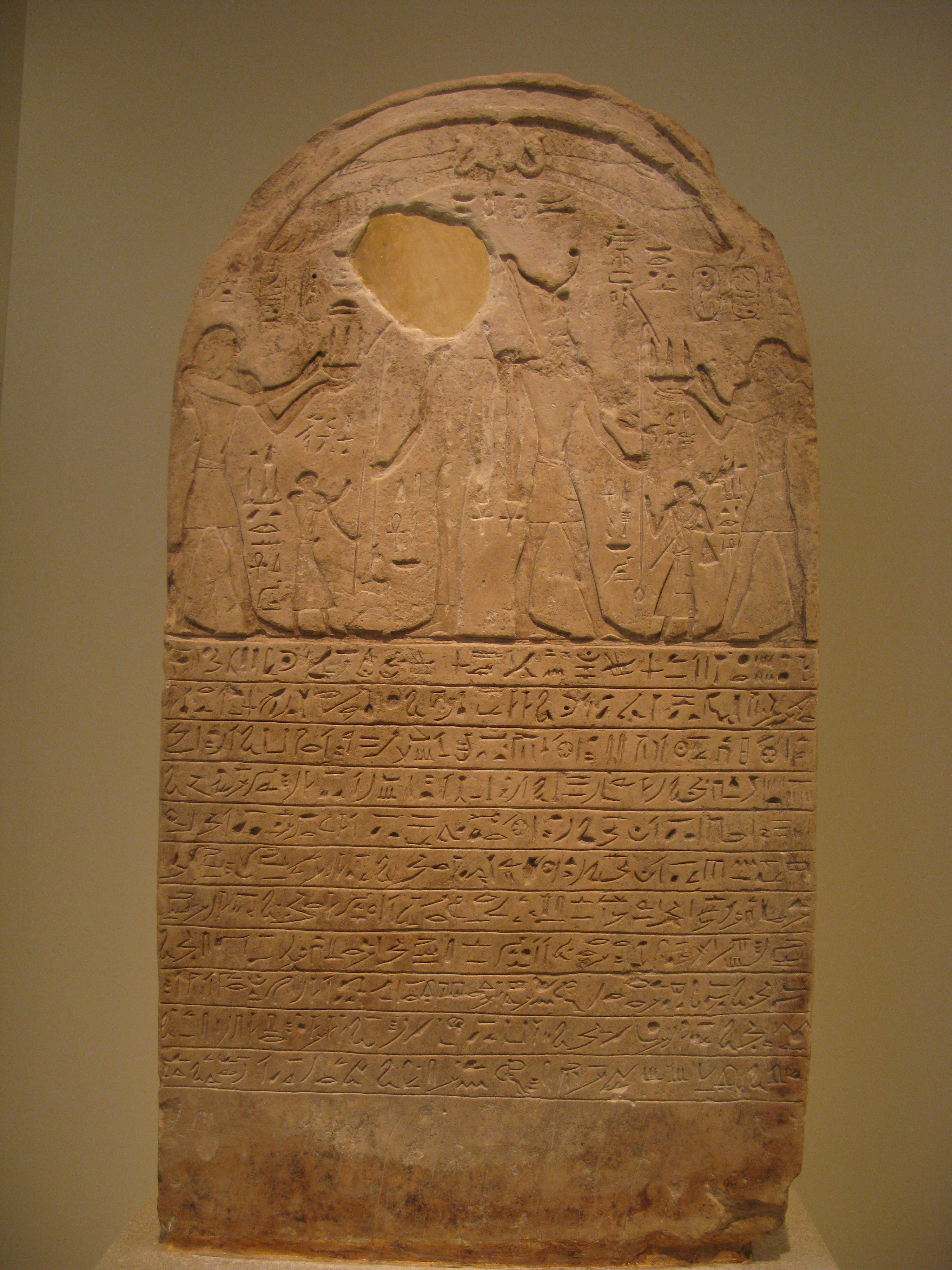
Tấm bia đánh dấu năm thứ 8 của Tefnakht I (Bảo tàng Khảo cổ Quốc gia Athens, Hy Lạp)

## Trị vì
Tefnakht I đã cho dựng hai tấm bia vào các năm thứ 36 và 38 của Shoshenq V, với tư cách là một "Lãnh chúa của Sais". Năm thứ 38 đánh dấu ở Buto rất quan trọng không chỉ bởi Tefnakht sử dụng tước hiệu "Đại thủ lĩnh trên mọi vùng đất", mà còn là "Nhà tiên tri của Neith, Wadjet và Hathor". Điều này cho thấy, Tefnakht đã nắm quyền kiểm soát toàn vùng Sais, Buto và Kom el-Hish ở phía tây nam trước khi Vương triều thứ 22 suy vong. Ai Cập lúc này bị chia cắt thành nhiều vùng, được cai trị bởi các tiểu vương thuộc Vương triều thứ 23, 24 và 25.
Tefnakht sau đó đã mở rộng quyền kiểm soát về phía nam, chiếm đóng thành phố Memphis và bao vây thành phố Herakleopolis của Piye. Điều này khiến Piye càng hết sức bất bình, đặc biệt là sau khi Nimlot, người cai trị Hermopolis, đồng minh của Piye, lại quay sang phe của Tefnakht.
Tuy nhiên, Piye nhanh chóng chiếm lại được Hermopolis, và các đồng minh của Tefnakht cũng mau chóng đầu hàng Piye. Lúc này, Tefnakht thực sự bị cô lập. Cuối cùng, ông đã gửi thử cầu hòa, tỏ lòng trung thành và chấp nhận làm chư hầu của Piye. Tất cả những chuyện này đều được ghi lại trên Tấm bia Đại thắng vào năm thứ 21 của Piye.